# 莫英 (明朝宦官)
莫英（1450年—1518年），字国器，号白石主人，广东肇庆恩平人，明朝成化时期的内官监太监。

## 生平
景泰元年（1450年），出生。
成化元年（1465年），官兵平苗，被俘送入宫廷。
成化二年（1466年），选入内书堂读书。
成化六年（1470年），被选为供用库书写。
成化十二年（1476年），担任奉御。
成化十五年（1479年），晋升供用库右副使。
成化十六年（1480年），晋升供用库大使。
成化十七年（1481年），后升任内官监右少监、内官监太监，赐蟒衣，禁中乘马，节拜金玉、宝镪之赐。明宪宗郊祀，赐从臣职衣。
成化二十三年（1487年），明宪宗去世，乞求守陵寝司香，明孝宗允许调任茂陵神宫监。
弘治七年（1494年），再次任奉御，署理上林苑监事务。
弘治八年（1495年），任内官监左监丞。
弘治十年（1497年），再次任内官监右少监，督京粮储。
弘治十二年（1499年），再次赐蟒衣，并赐玉带，任总督。
正德十三年（1518年），去世，享年69岁。 

## 亲属
- 莫苟（曾祖父）
- 莫通（祖父）
- 莫满（父）—赠武略将军、锦衣卫千户
- 梁氏（母）—赠宜人
- 邹氏（继母）—赠宜人
- 莫X（二弟）—锦衣卫千户
- 莫违仁（侄）
- 莫违义（侄）—锦衣卫千户
- 莫违礼（侄）
- 莫违智（侄）
- 莫如爵（侄孙）
- 莫如齿（侄孙）
- 莫如德（侄孙）
- 莫如士（侄孙）
- 莫如X（侄孙）